# Alexander Heide
Alexander Heide (* 19. Juli 1991 in Künzelsau, Baden-Württemberg) ist ein deutscher Basketballspieler. 

## Werdegang
Er wurde in der Saison 2006/2007 von Rainer Bauer in die Basketballakademie Ulm aufgenommen. In Ulm stand er neben der Nachwuchs-Basketball-Bundesliga (NBBL) auch von 2007 bis 2009 im Bundesligaaufgebot von Ratiopharm Ulm und war in der Saison 2007/08 jüngster Spieler der Basketball-Bundesliga. Heide bestritt vier Bundesligaspiele.
Er verbrachte drei Jahre in Sachsen beim Drittligisten Dresden sowie beim Zweitligisten Chemnitz und stand im Spieljahr 2015/16 beim niedersächsischen Drittligisten Artland Dragons in Quakenbrück unter Vertrag. Von 2016 bis 2018 spielte Heide wieder in Breitengüßbach in der 1. Regionalliga Südost.